# Terry Brooks
Terence Dean „Terry” Brooks (n. 8 ianuarie 1944) este un scriitor american de ficțiune fantasică. În general a scris fantezie epică, dar a nuvelizat și două filme. De-a lungul carierei sale, a scris 23 de cărți considerate bestseller de New York Times. Are peste 21 milioane de cărți vândute în lumea întreagă. Este unul dintre scriitorii în viață cu cel mai mari vânzări de cărți de literatură fantastică.

### SeriaShannara

#### Trilogia Originală Shannara
1. The Sword of Shannara (Sabia lui Shannara, 1977)
2. The Elfstones of Shannara (1982)
3. The Wishsong of Shannara (1985)
4. Indomitable (2003) (epilog al Wishsong)
5. Dark Wraith of Shannara (2008) (roman grafic, epilog al Wishsong)

#### TetralogiaTheHeritage of Shannara
1. The Scions of Shannara (1990)
2. The Druid of Shannara (1991)
3. The Elf Queen of Shannara (1992)
4. The Talismans of Shannara (1993)

#### Prequel al Trilogiei Originale
1. First King of Shannara (Primul rege Shannara, 1996)

#### Seria Word & Void
Seria Word & Void precede acțiunea din trilogia Genesis of Shannara și serveste ca start pentru saga Shannara.
1. Running with the Demon (1997)
2. A Knight of the Word (1998)
3. Angel Fire East (1999)

#### TrilogiaThe Voyage of the Jerle Shannara
1. Ilse Witch (2000)
2. Antrax (2001)
3. Morgawr (2002)

#### TrilogiaHigh Druid of Shannara
1. Jarka Ruus (2003)
2. Tanequil (2004)
3. Straken (2005)

#### TrilogiaGenesis of Shannara
1. Armageddon's Children (august, 2006)
2. The Elves of Cintra (28 august 2007)
3. The Gypsy Morph (26 august 2008)[6]

#### DuologiaLegends of Shannara
1. Bearers of the Black Staff (August 2010)
2. The Measure of the Magic (August 2011)

#### TrilogiaLegacy of Shannara
Povestea din aceste cărți are loc la 100 de ani după evenimentele din trilogia High Druid of Shannara.
1. The Wards of Faerie (august 2012)
2. Book 2 (martie 2013)
3. Book 3 (august 2013)

#### Lucrări pe baza serieiShannara
- The Shannara Chronicles (serial TV din 2016)
- Shannara joc video pentru PC din 1995 de Lori Ann Cole și Corey Cole
- The World of Shannara (2001) (companion book) cu Teresa Patterson
- The World of Shannara (2nd edition) (Fall 2009) (companion book) cu Teresa Patterson
- Indomitable (2003) (povestire scurtă publicată în antologia Legends II)
- Dark Wraith of Shannara (2008) (roman grafic) [8]

### SeriaMagic Kingdom of Landover
Notă: Aceasta nu este parte a seriei Shannara.
1. Magic Kingdom For Sale -- SOLD! (1986)
2. The Black Unicorn (1987)
3. Wizard at Large (1988)
4. The Tangle Box (1994)
5. Witches' Brew (1995)
6. A Princess of Landover (18 august 2009)[9]

### Nuvelizări
- Hook (1991)
- Star Wars: Episode I The Phantom Menace (1999)

### Altele
- The Guide to Shannara (1986),
- Imaginary Friends (1991) (short story published in anthology Once Upon a Time: A Treasury of Modern Fairy Tales)
- Indomitable (2003) (short story published in anthology Legends II)
- Why I Write About Elves (2005) (short story published as an Amazon short)
- The Writers Complete Fantasy Reference: An Indispensable Compendium of Myth and Magic (Writer's Digest Books, 2000), with Michael J. Varhola
- Sometimes the Magic Works: Lessons from a Writing Life (2003)